# فهرست فرودگاه‌های فلسطین
این مقاله شامل فهرست فرودگاه‌های فلسطین است.

## فرودگاه‌ها
| ناحیه                 | مکان     | ایکائو | یاتا | نام فرودگاه                  |
| فرودگاه‌ها             |          |        |      |                              |
| نوار غزه              | رفح      | LVGZ   | GZA  | فرودگاه بین‌المللی یاسر عرفات |
| نوار غزه              | خان یونس | LLAZ   | GHK  | فرودگاه تک‌بانده غزه          |
| کرانه باختری رود اردن | رام‌الله  | OJJR   | JRS  | فرودگاه اتاروت               |
| کرانه باختری رود اردن | جنین     | --     | --   | Muqeible Airfield            |